# Cinnycerthia unirufa
Carriça-ruiva ou garrincha-ruiva (Cinnycerthia unirufa) é uma espécie de ave da família Troglodytidae.
Pode ser encontrada nos seguintes países: Colômbia, Equador, Peru e Venezuela.
Os seus habitats naturais são regiões subtropicais ou tropicais húmidas de alta altitude.